# Liste der Biografien/Grif
Liste der Biografien |
Portal Biografien |
Personensuche
# |
A |
B |
C |
D |
E |
F |
G |
H |
I |
J |
K |
L |
M |
N |
O |
P |
Q |
R |
S |
T |
U |
V |
W |
X |
Y |
Z |
?
 
Ga |
Gb |
Gc |
Gd |
Ge |
Gf |
Gh |
Gi |
Gj |
Gk |
Gl |
Gm |
Gn |
Go |
Gp |
Gq |
Gr |
Gs |
Gu |
Gv |
Gw |
Gy |
Gz
 
Gra |
Grb–Grd |
Gre |
Grg |
Gri |
Grj |
Grk |
Grl |
Grm |
Gro |
Grs |
Gru |
Gry |
Grz
 
Gria |
Grib |
Gric |
Grid |
Grie |
Grif |
Grig |
Grij |
Grik |
Gril |
Grim |
Grin |
Grio |
Grip |
Gris |
Grit |
Griv |
Griw |
Grix |
Griz
Die Liste der Biografien führt alle Personen auf, die in der deutschsprachigen Wikipedia einen Artikel haben. Dieses ist eine Teilliste mit 275 Einträgen von Personen, deren Namen mit den Buchstaben „Grif“ beginnt.

## Grif

### Grifa
- Grifasi, Joe (* 1944), US-amerikanischer Schauspieler

### Griff
- Griff (* 2001), englische PopmusikerinGriff (* 2001)

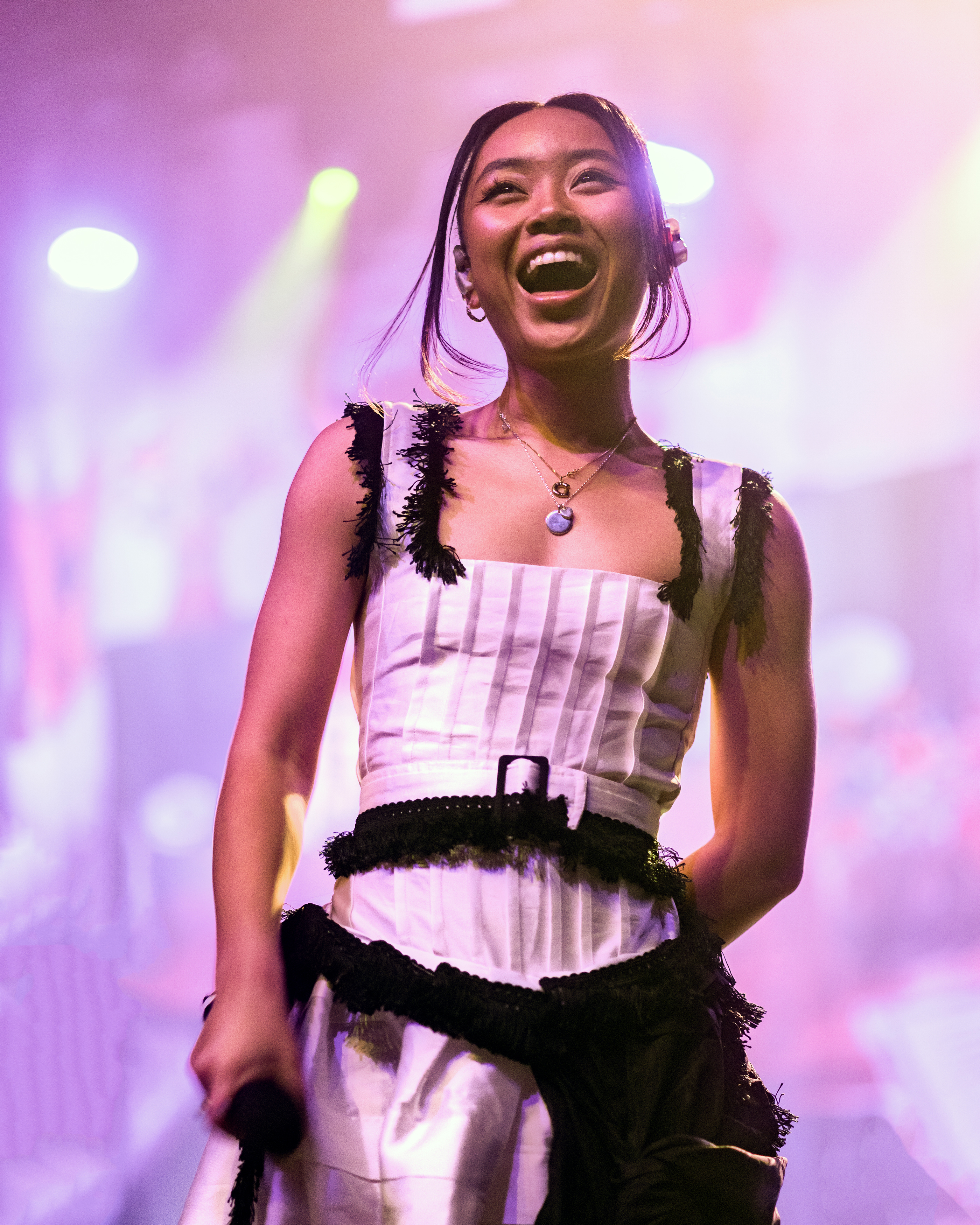
Griff (* 2001)

- Griff, Elli, britische Set-Dekorateurin

#### Griffa
- Griffa, Giorgio (* 1936), italienischer Maler
- Griffall, Preston (* 1984), US-amerikanischer Rennrodler
- Griffanti, Luigi (1917–2006), italienischer Fußballtorhüter

#### Griffe
- Griffe, Jacques (1909–1996), französischer Modedesigner und Kostümbildner
- Griffel, Alain (* 1962), Schweizer Rechtswissenschafter
- Griffel, Frank (* 1965), deutscher Islamwissenschaftler
- Griffel, Gisela (1925–2009), deutsche Schlagersängerin und Schauspielerin
- Griffen, Everson (* 1987), US-amerikanischer American-Football-Spieler
- Griffen, Fred, US-amerikanischer Jazzmusiker
- Griffenberg, Jean de († 1420), deutscher Kartäuser
- Griffes, Charles Tomlinson (1884–1920), US-amerikanischer Komponist
- Griffey, Ken junior (* 1969), US-amerikanischer Baseballspieler

#### Griffi
- Griffier, Jan I († 1718), niederländischer Maler
- Griffies, Ethel (1878–1975), britische Schauspielerin
- Griffig, Paul (* 1992), deutscher Laiendarsteller
- Griffin Davis, Roman (* 2007), britischer Kinderdarsteller
- Griffin, Amy (* 1965), US-amerikanische Fußballspielerin
- Griffin, Andy (* 1979), englischer Fußballspieler
- Griffin, Anthony J. (1866–1935), US-amerikanischer Jurist und Politiker
- Griffin, Archie (* 1954), US-amerikanischer Footballspieler
- Griffin, Bartholomew, englischer Dichter
- Griffin, Ben (* 1986), neuseeländischer Skirennläufer
- Griffin, Benjamin S. (* 1946), US-amerikanischer Offizier, General der US-Army
- Griffin, Bernard William (1899–1956), britischer Kardinal der römisch-katholischen Kirche und Erzbischof von Westminster
- Griffin, Bessie (1922–1989), amerikanische Gospelsängerin
- Griffin, Blake (* 1989), US-amerikanischer BasketballspielerBlake Griffin (* 1989)

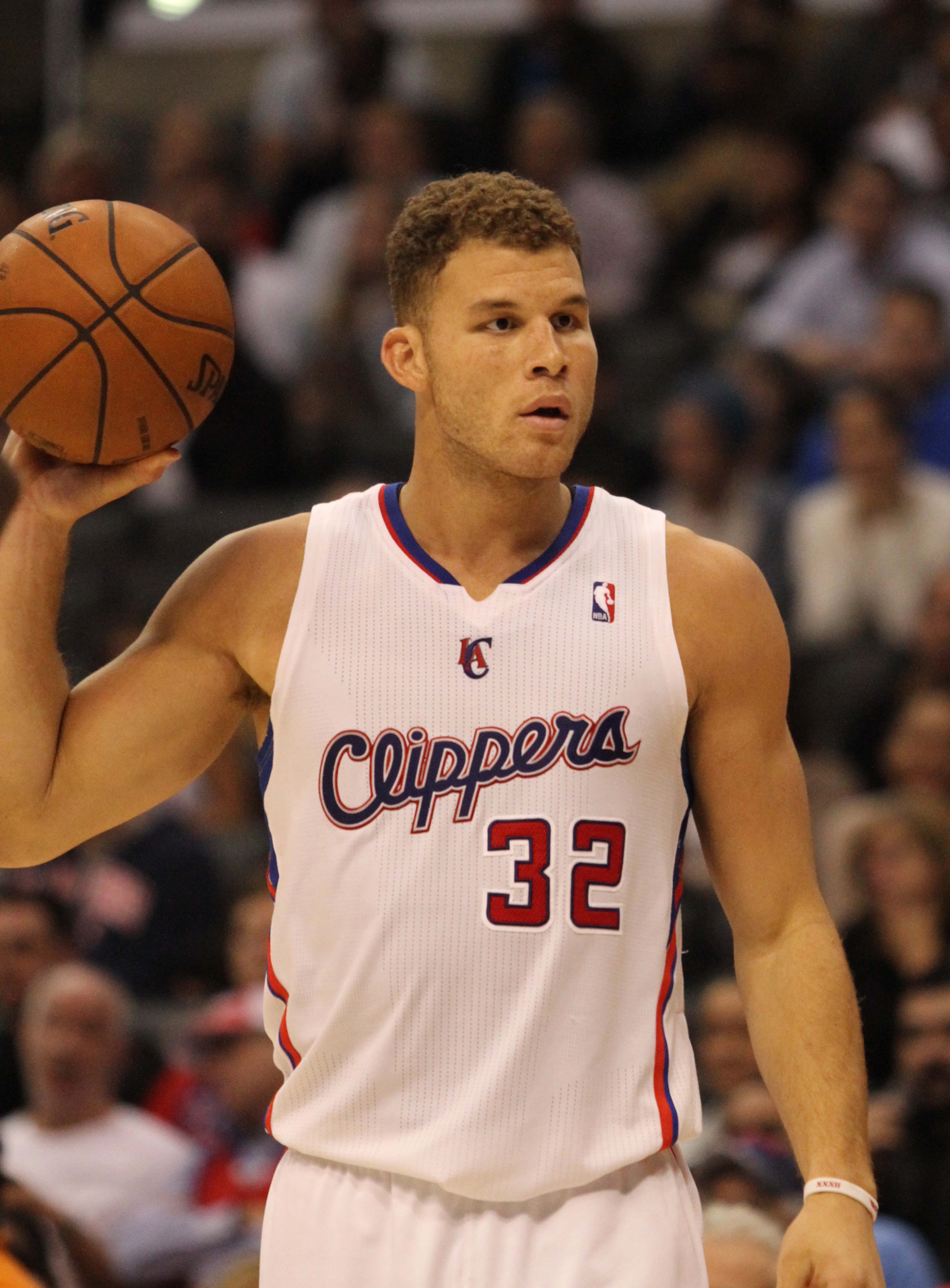
Blake Griffin (* 1989)

- Griffin, Brendan (* 1935), irischer Politiker (Fine Gael)
- Griffin, Brendan (* 1982), irischer Politiker (Fine Gael); Staatsminister
- Griffin, Brian (1948–2024), britischer Fotograf
- Griffin, Buck (1923–2009), US-amerikanischer Country- und Rockabilly-Musiker
- Griffin, Charles H. (1926–1989), US-amerikanischer Politiker
- Griffin, Chase (* 1983), US-amerikanischer Basketballspieler
- Griffin, Chris (1915–2005), US-amerikanischer Jazzmusiker
- Griffin, Clarence (1888–1973), US-amerikanischer Tennisspieler
- Griffin, Craig (* 1963), neuseeländischer Radrennfahrer
- Griffin, Cyrus (1749–1810), US-amerikanischer Politiker
- Griffin, Daniel J. (1880–1926), US-amerikanischer Jurist und Politiker
- Griffin, David Ray (1939–2022), US-amerikanischer Theologe, Professor für Religionsphilosophie und Theologie
- Griffin, Della (1922–2022), US-amerikanische Jazzsängerin und Schlagzeugerin
- Griffin, Diane E. (1940–2024), US-amerikanische Mikrobiologin und Virologin

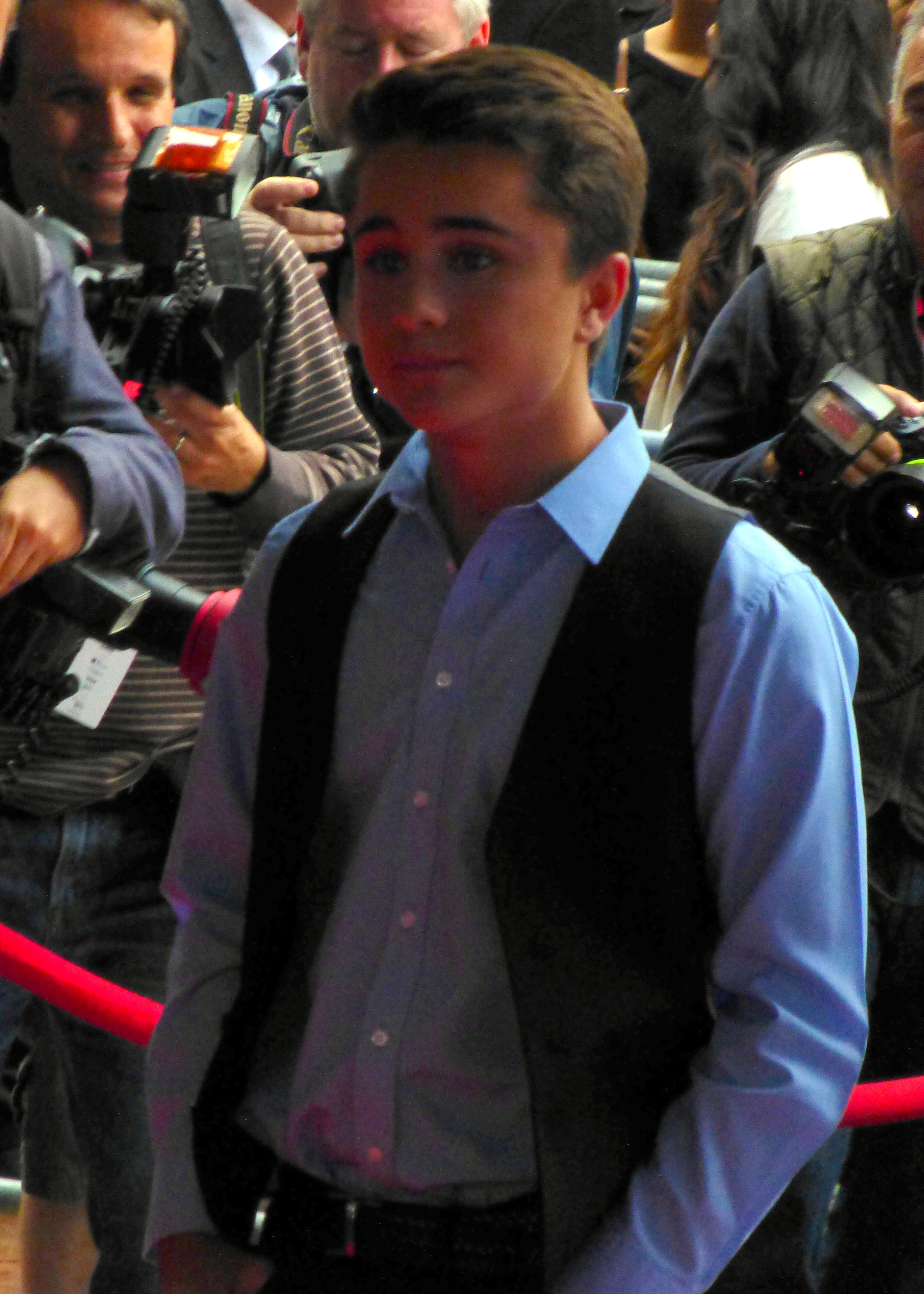
Gattlin Griffith (* 1998)

- Griffin, Dick (* 1940), US-amerikanischer Jazzposaunist
- Griffin, Donald R. (1915–2003), US-amerikanischer Zoologe
- Griffin, Eddie (* 1968), US-amerikanischer SchauspielerEddie Griffin (* 1968)

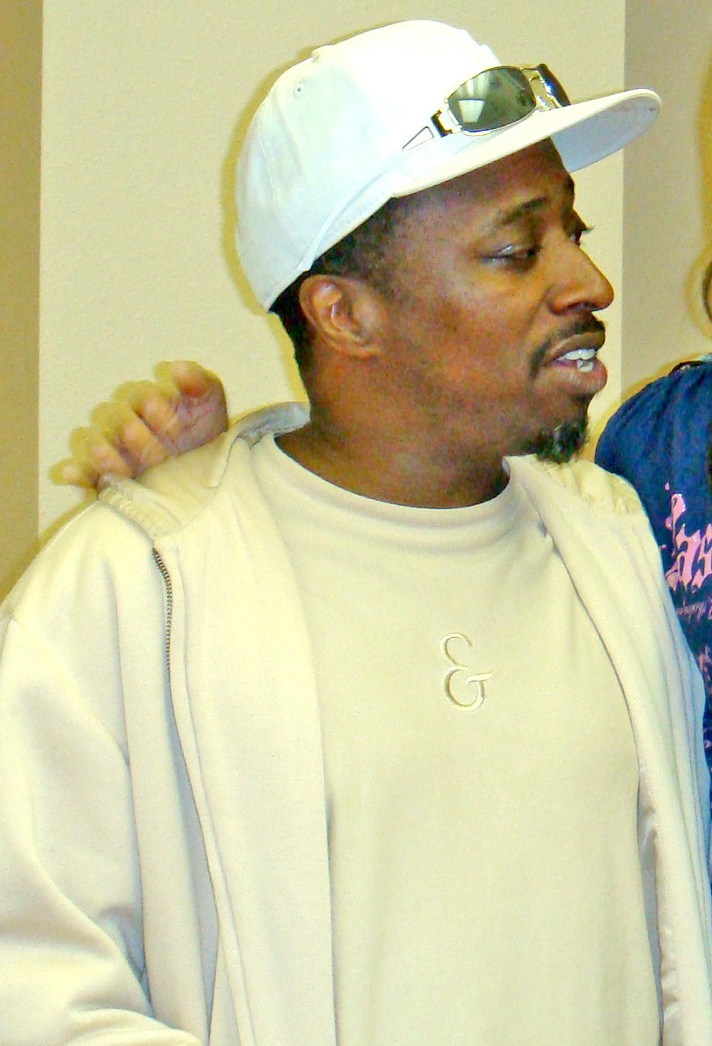
Eddie Griffin (* 1968)

- Griffin, Eddie (1982–2007), US-amerikanischer Basketballspieler
- Griffin, Eleanore (1904–1995), US-amerikanische Drehbuchautorin
- Griffin, Elsie Mary (1884–1968), neuseeländische Lehrerin in Botanik, Frauenrechtlerin und nationale Generalsekretärin des Y.W.C.A. in Australien und Neuseeland
- Griffin, Eric (1967–2023), US-amerikanischer Boxer
- Griffin, Eric (* 1976), US-amerikanischer Gitarrist und Bassist
- Griffin, Forrest (* 1979), US-amerikanischer Kampfsportler
- Griffin, G. Edward (* 1931), US-amerikanischer politischer Kommentator, Autor und Dokumentarfilmer
- Griffin, Gavin (* 1981), US-amerikanischer Pokerspieler
- Griffin, Gerald (1803–1840), irischer Dramatiker und Schriftsteller
- Griffin, Gillett (1928–2016), US-amerikanischer Autor und Kurator der Bibliothek an der Princeton University
- Griffin, Ian P. (* 1966), britischer Astronom
- Griffin, Isaac (1756–1827), US-amerikanischer Politiker
- Griffin, Jack (* 1944), US-amerikanischer Autorennfahrer
- Griffin, Jada (* 1999), US-amerikanische Sprinterin
- Griffin, James (1899–1959), irischer Politiker (Fianna Fáil)
- Griffin, James Anthony (* 1934), US-amerikanischer Geistlicher, Altbischof von Columbus
- Griffin, James D. (1929–2008), US-amerikanischer Politiker
- Griffin, Jane (1791–1875), britische Abenteurerin des viktorianischen Zeitalters
- Griffin, Jasper (1937–2019), britischer Altphilologe
- Griffin, Jimmy (1943–2005), US-amerikanischer Sänger, Gitarrist und Songwriter
- Griffin, John († 1893), neuseeländischer Unternehmer
- Griffin, John (* 1966), US-amerikanischer Basketballspieler und -trainer
- Griffin, John Howard (1920–1980), US-amerikanischer Autor
- Griffin, John Joseph (1802–1877), britischer Chemiker und Mineraloge
- Griffin, John K. (1789–1841), US-amerikanischer Politiker
- Griffin, Johnny (1928–2008), US-amerikanischer Jazz-Saxophonist
- Griffin, Kathy (* 1960), US-amerikanische Schauspielerin, Synchronsprecherin, TV-Producerin und Stand-up-Comedian
- Griffin, Kelly (* 1986), US-amerikanische Rugbyspielerin
- Griffin, Kenneth C. (* 1968), US-amerikanischer Unternehmer und KunstsammlerKenneth C. Griffin (* 1968)

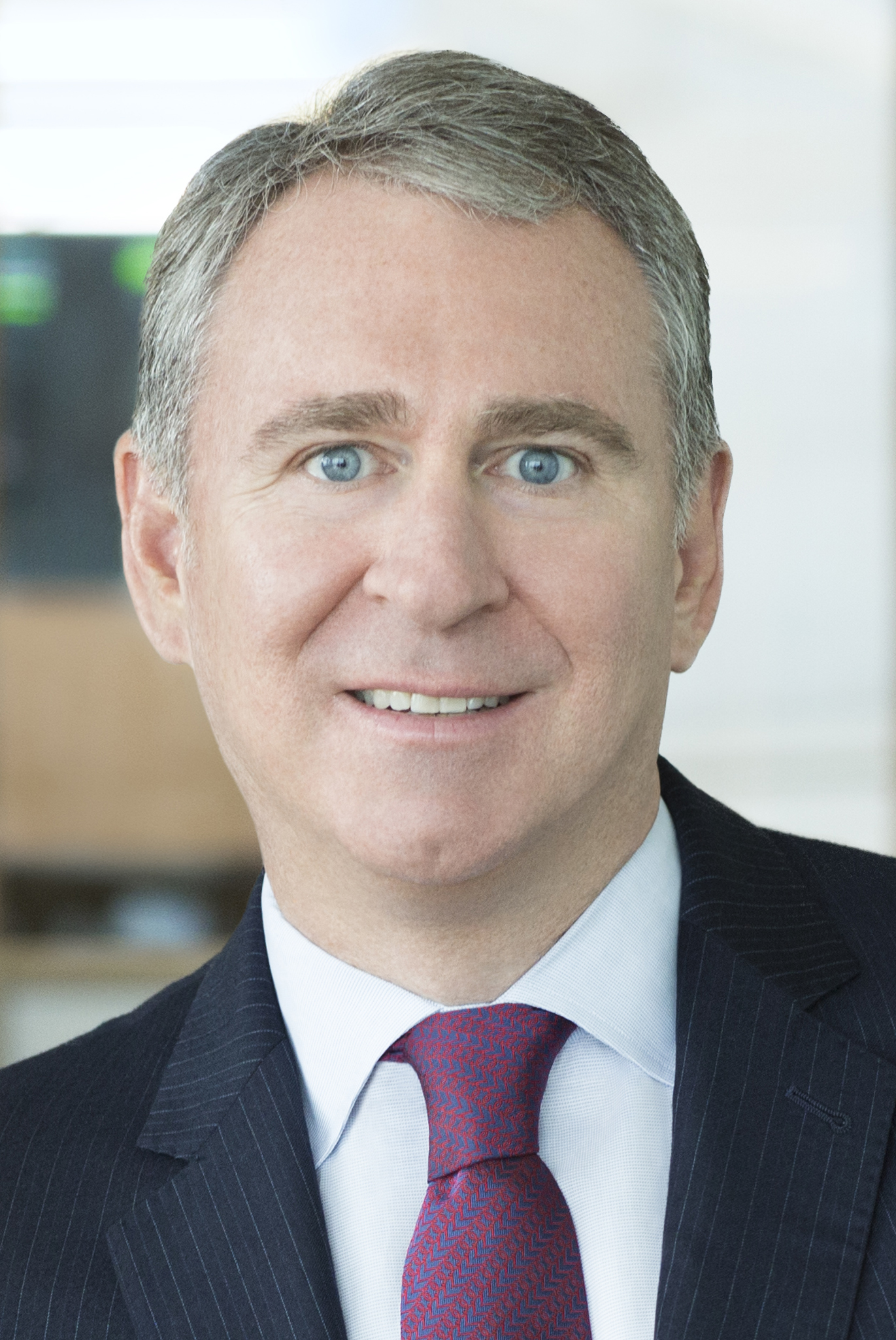
Kenneth C. Griffin (* 1968)

- Griffin, L. Francis († 1980), US-amerikanischer Theologe und Bürgerrechtler
- Griffin, Leigh (* 1968), englischer Snookerspieler
- Griffin, Leon (* 1980), australischer Triathlet
- Griffin, Levi T. (1837–1906), US-amerikanischer Politiker
- Griffin, Lorna (* 1956), US-amerikanische Diskuswerferin und Kugelstoßerin
- Griffin, Lyle, US-amerikanischer Jazzmusiker (Posaune, Gesang) und Musikproduzent
- Griffin, Lynne (* 1952), kanadische Schauspielerin und Synchronsprecherin
- Griffin, Marion Mahony (1871–1961), US-amerikanische Architektin
- Griffin, Mark (* 1985), schottischer Politiker
- Griffin, Marvin (1907–1982), US-amerikanischer Politiker
- Griffin, Matt (* 1982), irischer Autorennfahrer
- Griffin, Merv (1925–2007), US-amerikanischer EntertainerMerv Griffin (1925–2007)

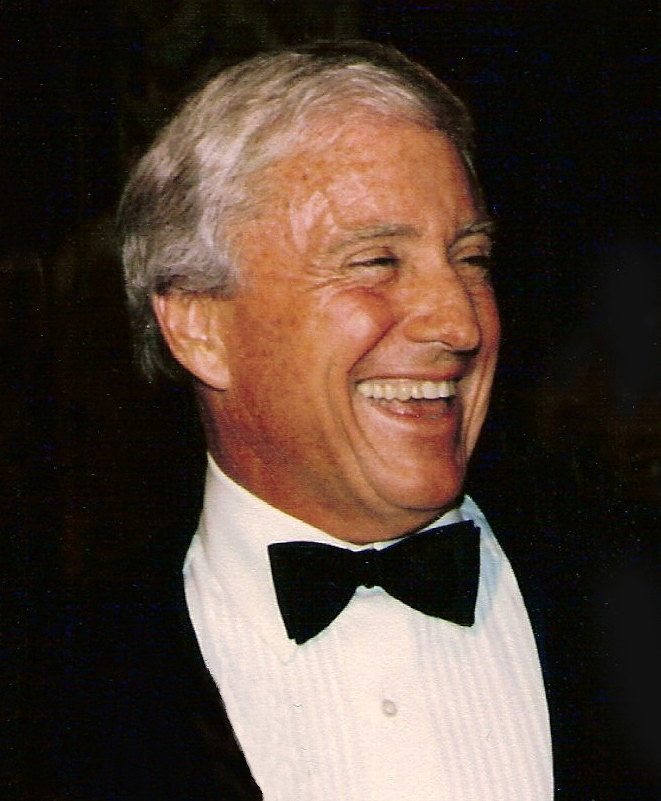
Merv Griffin (1925–2007)

- Griffin, Mia (* 1998), irische Radsportlerin
- Griffin, Michael (1842–1899), US-amerikanischer Politiker
- Griffin, Michael (* 1949), US-amerikanischer Physiker
- Griffin, Michael (* 1982), kanadischer Philosophiehistoriker
- Griffin, Miriam (1935–2018), britische Althistorikerin
- Griffin, Montell (* 1970), US-amerikanischer Boxer
- Griffin, Morgan (* 1992), australische Schauspielerin
- Griffin, Nick (* 1959), britischer Politiker (British National Party), MdEP
- Griffin, Nikki (* 1978), US-amerikanische SchauspielerinNikki Griffin (* 1978)

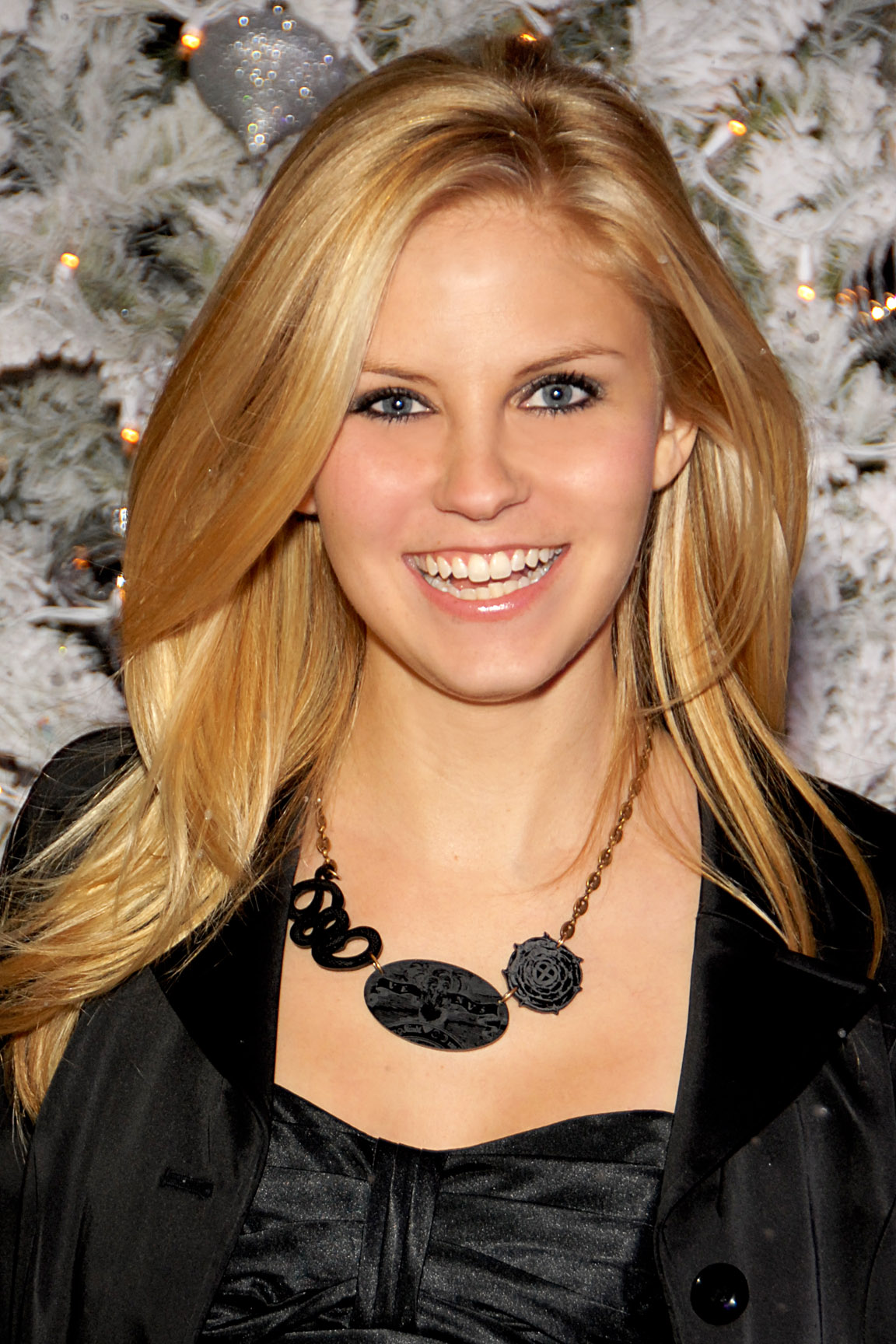
Nikki Griffin (* 1978)

- Griffin, Patty (* 1964), US-amerikanische Singer-Songwriterin
- Griffin, Paul (* 1971), irischer Boxer
- Griffin, Paul (* 1973), irischer Radrennfahrer
- Griffin, Paul (* 1979), irischer Skilangläufer und Ruderer
- Griffin, Peter (1939–2007), deutscher Sänger
- Griffin, Phil (* 1956), US-amerikanischer Journalist
- Griffin, Philip, australischer Musiker, Komponist, Dirigent und Musikpädagoge
- Griffin, Rex (1912–1958), US-amerikanischer Old-Time- und Country-Musiker
- Griffin, Rhys (* 1997), walisischer Dartspieler
- Griffin, Rick (1944–1991), US-amerikanischer Künstler und Comicautor
- Griffin, Robert III (* 1990), US-amerikanischer FootballspielerRobert Griffin III (* 1990)

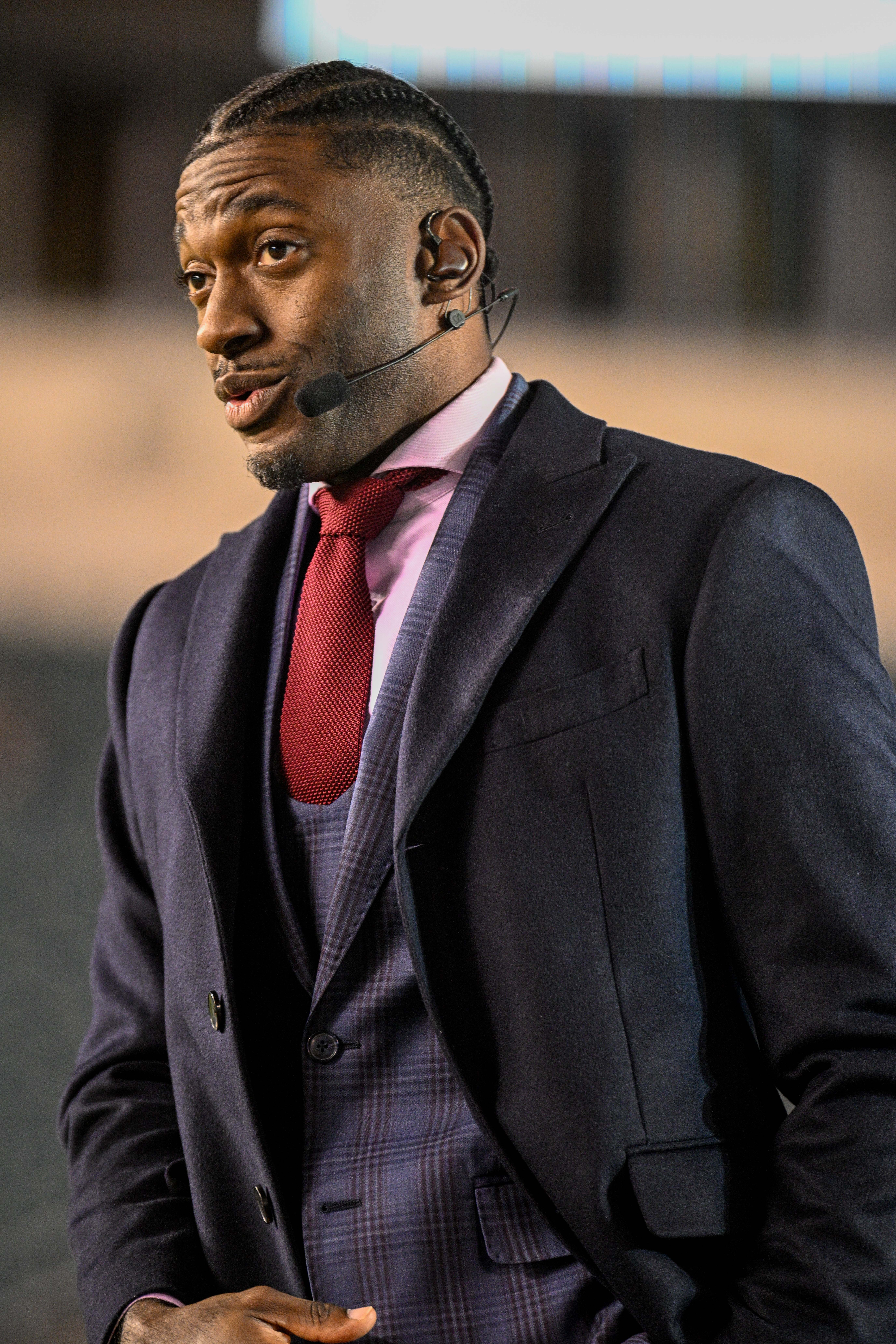
Robert Griffin III (* 1990)

- Griffin, Robert P. (1923–2015), US-amerikanischer Jurist und Politiker
- Griffin, Robert S. (1857–1933), US-amerikanischer Marineoffizier im Dienstgrad eines Konteradmirals
- Griffin, Roger (* 1948), britischer Historiker, Faschismusforscher
- Griffin, Samuel (1746–1810), US-amerikanischer Politiker
- Griffin, Shaquem (* 1995), US-amerikanischer American-Football-Spieler
- Griffin, Shaquill (* 1995), US-amerikanischer American-Football-Spieler
- Griffin, Stephanie, kanadische Musikerin (Bratsche)
- Griffin, Susan (* 1943), radikalfeministische Philosophin, Essayistin und Dramatikerin
- Griffin, Theresa Mary (* 1962), britische Politikerin (Labour Party), MdEP
- Griffin, Thomas (1773–1837), US-amerikanischer Politiker
- Griffin, Thomas N. (1933–2020), US-amerikanischer Offizier, Generalleutnant der US-Army
- Griffin, Tim (* 1968), US-amerikanischer Politiker
- Griffin, Tim (* 1969), US-amerikanischer Schauspieler
- Griffin, Todd, amerikanischer Musiker und ehemaliges Mitglied der Band The Graveyard Train
- Griffin, Trevor (1940–2015), australischer Politiker (Liberal Party)
- Griffin, W. E. B. (1929–2019), US-amerikanischer Schriftsteller

Richard Griffiths (1947–2013)

- Griffin, Walter Burley (1876–1937), US-amerikanischer Architekt und Landschaftsgestalter
- Griffin, William Aloysius (1885–1950), US-amerikanischer Geistlicher, Bischof von Trenton
- Griffin, William F., US-amerikanischer Politiker
- Griffin, William Richard (1883–1944), US-amerikanischer römisch-katholischer Geistlicher, Weihbischof in La Crosse
- Griffing, Stuart (1926–2021), US-amerikanischer Ruderer
- Griffioen, Jiske (* 1985), niederländische Rollstuhltennisspielerin
- Griffis, Rhoda (* 1965), US-amerikanische Schauspielerin
- Griffis, William Elliot (1843–1928), US-amerikanischer Pädagoge und Pastor
- Griffith Lerotholi († 1939), Oberhaupt der Basotho
- Griffith, Alan Arnold (1893–1963), britischer Ingenieur
- Griffith, Anastasia (* 1978), britische Schauspielerin
- Griffith, Andy (1926–2012), US-amerikanischer Schauspieler, Schriftsteller und ProduzentAndy Griffith (1926–2012)

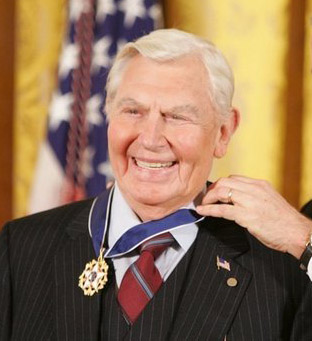
Andy Griffith (1926–2012)

- Griffith, Arthur (1872–1922), irischer Politiker
- Griffith, Bartley P., US-amerikanischer Herzchirurg
- Griffith, Belver C. (1931–1999), US-amerikanischer Informationswissenschaftler
- Griffith, Bill (* 1944), US-amerikanischer Comiczeichner
- Griffith, Charley (1929–1999), US-amerikanischer Rennfahrer
- Griffith, Chauncey H. (1879–1956), US-amerikanischer Typograf
- Griffith, Clark (1869–1955), US-amerikanischer Baseballspieler und -manager
- Griffith, Clifford (1916–1996), US-amerikanischer Autorennfahrer
- Griffith, Corinne (1896–1979), US-amerikanische Schauspielerin
- Griffith, Darrell (* 1958), US-amerikanischer Basketballspieler
- Griffith, David Wark (1875–1948), US-amerikanischer Schauspieler, Regisseur und FilmproduzentDavid Wark Griffith (1875–1948)

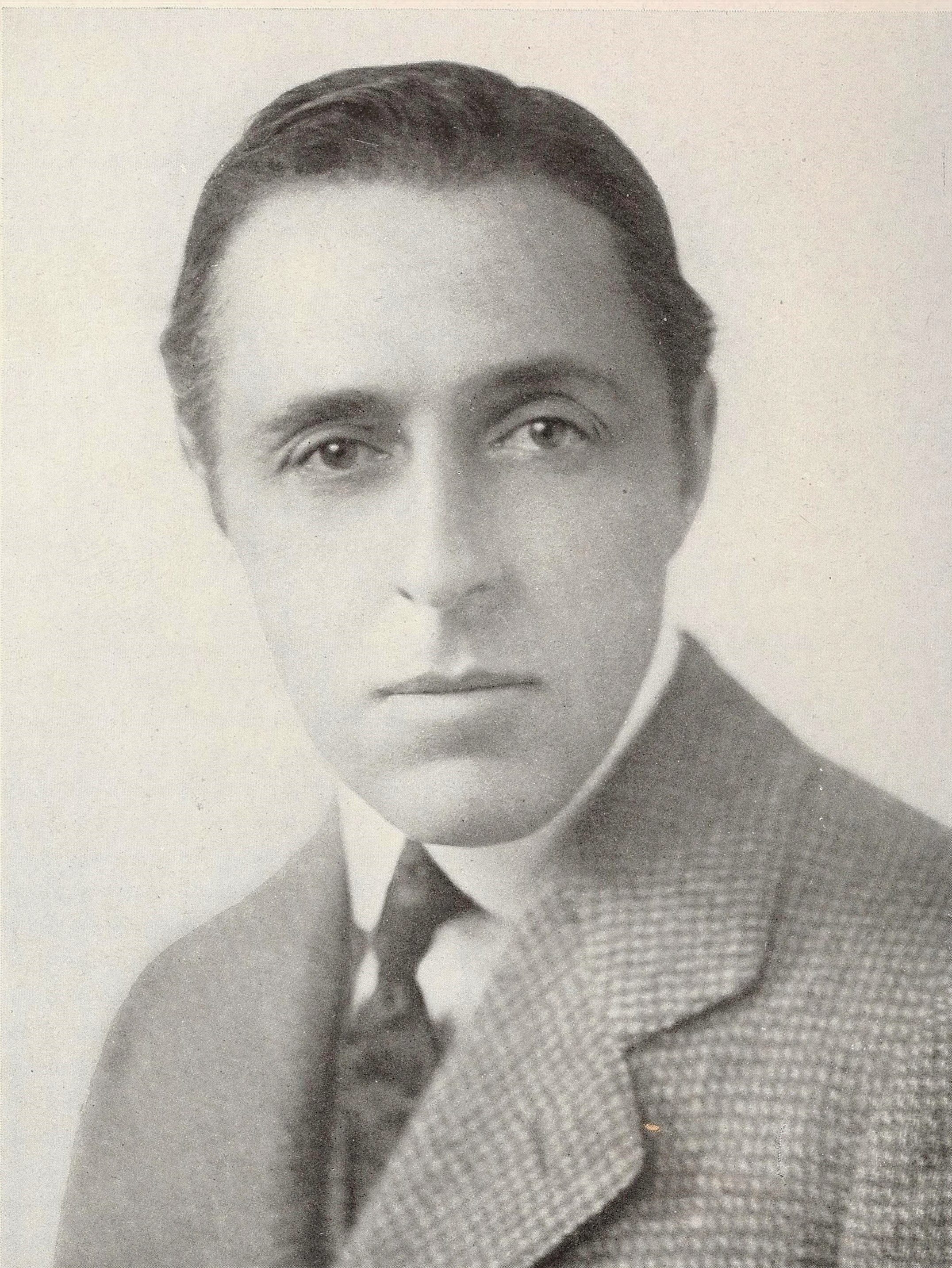
David Wark Griffith (1875–1948)

- Griffith, Donald Muldrow, US-amerikanischer Theaterproduzent, Publizist, Regisseur, Choreograf, Moderator und Kurator
- Griffith, Earl (1887–1940), US-amerikanischer Zeitungsverleger und Politiker
- Griffith, Edward (1790–1858), britischer Naturforscher
- Griffith, Edward H. (1888–1975), US-amerikanischer Regisseur und Filmproduzent
- Griffith, Elizabeth (1727–1793), irische Schriftstellerin und Schauspielerin
- Griffith, Emile (1938–2013), US-amerikanischer Boxer und Weltmeister im Welter- sowie Mittelgewicht
- Griffith, Francis Llewellyn (1862–1934), britischer Ägyptologe
- Griffith, Francis M. (1849–1927), US-amerikanischer Politiker
- Griffith, Frederick (1877–1941), britischer Mediziner und Bakteriologe
- Griffith, Gattlin (* 1998), US-amerikanischer SchauspielerGattlin Griffith (* 1998)
- Griffith, Gayle (* 1940), US-amerikanischer Country- und Rockabilly-Musiker
- Griffith, George (1857–1906), britischer Science-Fiction-Autor, Journalist, Entdecker und Weltreisender
- Griffith, Georgia (* 1996), australische Leichtathletin
- Griffith, Gordon (1907–1958), US-amerikanischer Filmproduzent und Kinderdarsteller
- Griffith, Griffith Pritchard (1840–1933), US-amerikanischer Bankier
- Griffith, Hugh (1912–1980), britischer Schauspieler
- Griffith, Jennifer, US-amerikanische Komponistin
- Griffith, Jeremy (* 1945), australischer Biologe und Autor
- Griffith, John († 1609), walisischer Jurist und Politiker
- Griffith, John C. (* 1942), US-amerikanischer Offizier, Generalleutnant der US Air Force
- Griffith, John K. (1882–1942), US-amerikanischer Politiker
- Griffith, June (* 1957), guyanische Sprinterin und Weitspringerin
- Griffith, Kenneth (1921–2006), britischer Schauspieler und Regisseur
- Griffith, Marie Osthaus (1855–1927), US-amerikanische Blumen- und Landschaftsmalerin
- Griffith, Mark, britischer Altphilologe
- Griffith, Mark (* 1970), US-amerikanischer Jazz-Schlagzeuger und Musikpädagoge
- Griffith, Melanie (* 1957), US-amerikanische FilmschauspielerinMelanie Griffith (* 1957)

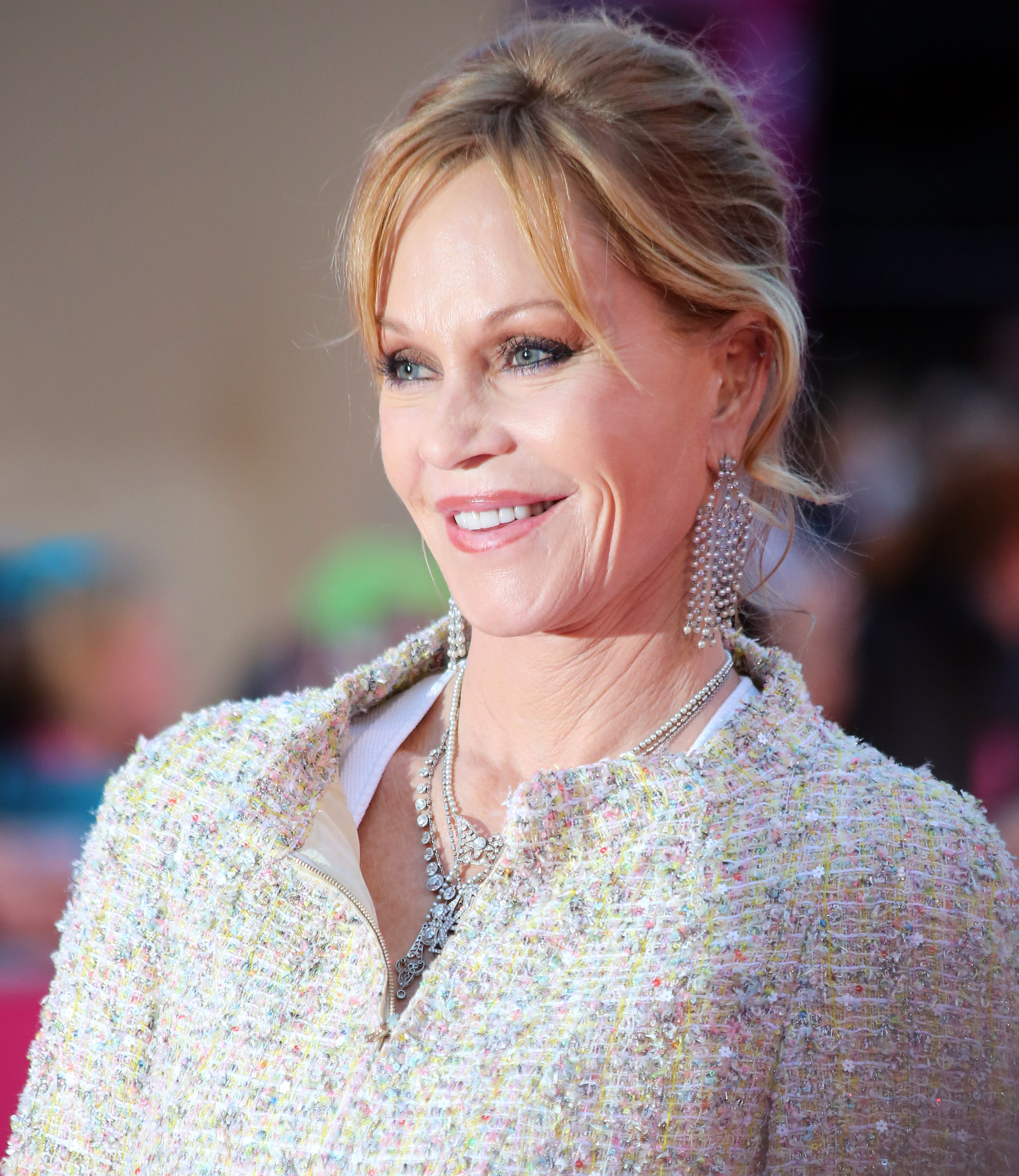
Melanie Griffith (* 1957)

- Griffith, Miles (1969–2025), amerikanischer Jazzsänger
- Griffith, Morgan (* 1958), US-amerikanischer Politiker
- Griffith, Nanci (1953–2021), US-amerikanische Country- und Folksängerin und Songschreiberin
- Griffith, Nicola (* 1960), britische Autorin
- Griffith, Parker (* 1942), US-amerikanischer Politiker
- Griffith, Pat (1925–1980), britischer Automobilrennfahrer
- Griffith, Phil (* 1949), britischer Radrennfahrer
- Griffith, Rachel (* 1963), US-amerikanisch-britische Wirtschaftswissenschaftlerin und Hochschullehrerin
- Griffith, Rashard (* 1974), US-amerikanischer Basketballspieler
- Griffith, Rasheeme (* 2000), barbadischer Hürdenläufer
- Griffith, Raymond (1895–1957), US-amerikanischer Schauspieler, Komiker, Autor, Regisseur und Filmproduzent
- Griffith, Richard John (1784–1878), irischer Geologe
- Griffith, Rollins (1925–1978), US-amerikanischer Jazzmusiker und Musikpädagoge
- Griffith, Ronald H. (1936–2018), US-amerikanischer General der US Army
- Griffith, Samuel (1816–1893), walisisch-amerikanischer Politiker
- Griffith, Samuel B. (1906–1983), US-amerikanischer Brigadegeneral des Marine Corps und Militärhistoriker
- Griffith, Seth (* 1993), kanadischer Eishockeyspieler
- Griffith, Steven (1961–2022), US-amerikanischer Eishockeyspieler
- Griffith, Thomas Ian (* 1962), US-amerikanischer Schauspieler, Filmproduzent und DrehbuchautorThomas Ian Griffith (* 1962)

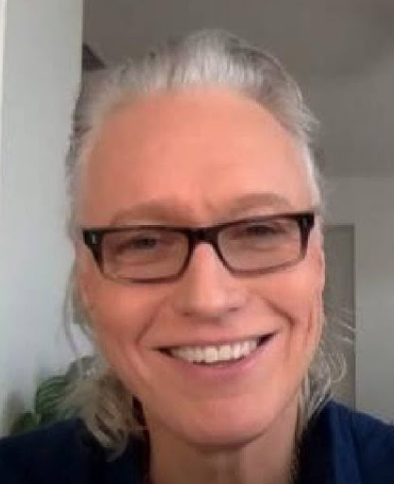
Thomas Ian Griffith (* 1962)

- Griffith, Tori, US-amerikanische Schauspielerin
- Griffith, Virgil (* 1983), US-amerikanischer Hacker und Wissenschaftler
- Griffith, William (1810–1845), britischer Botaniker
- Griffith, William Alexander (1866–1940), US-amerikanischer Landschaftsmaler und Kunstpädagoge
- Griffith, Xiomara (* 1969), venezolanische Judoka
- Griffith, Yolanda (* 1970), US-amerikanische Basketballspielerin
- Griffith-Boscawen, Arthur (1865–1946), britischer Politiker, Unterhausabgeordneter
- Griffith-Joyner, Florence (1959–1998), US-amerikanische Sprinterin und OlympiasiegerinFlorence Griffith-Joyner (1959–1998)

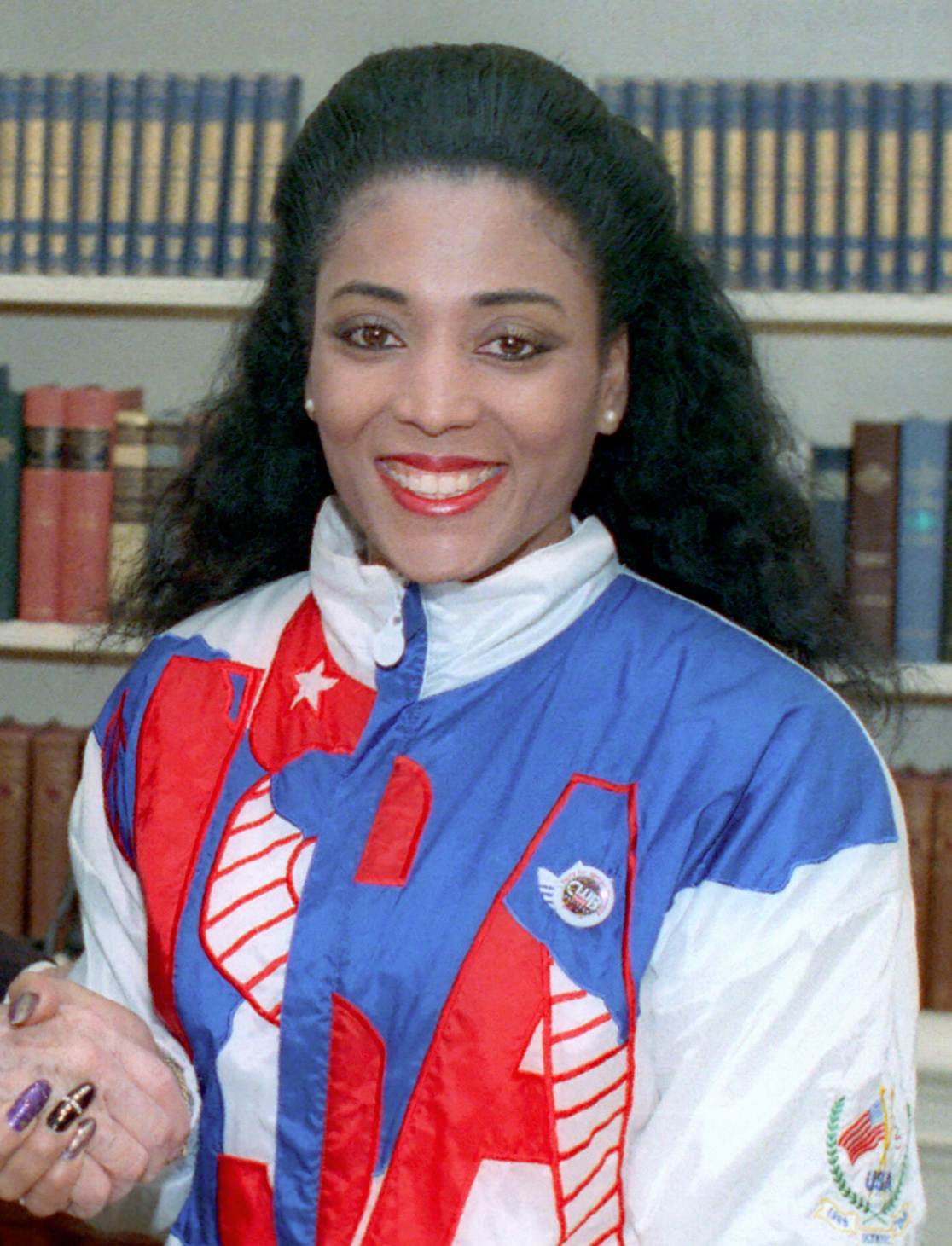
Florence Griffith-Joyner (1959–1998)

- Griffiths, Adam (* 1979), australischer Fußballspieler
- Griffiths, Alice (* 2001), walisische Fußballspielerin
- Griffiths, Ambrose (1928–2011), britischer römisch-katholischer Bischof
- Griffiths, Andy (* 1961), australischer Kinderbuchautor und Comedy-Autor
- Griffiths, Ann (1776–1805), walisische Dichterin von religiösen Liedern
- Griffiths, Anne (* 1953), britische Rechtsethnologin
- Griffiths, Barry (* 1964), neuseeländischer Tischtennisspieler
- Griffiths, Bede (1906–1993), britischer Benediktinermönch
- Griffiths, Bill (1948–2007), britischer Autor
- Griffiths, Brian (* 1941), britischer Ökonom und Politiker
- Griffiths, Cecil (1901–1973), britischer Leichtathlet
- Griffiths, Charles (1882–1936), englischer Fußballspieler und -trainer
- Griffiths, Ciwa (1911–2003), amerikanische Gehörlosenpädagogin
- Griffiths, David (1874–1931), britischer Sportschütze
- Griffiths, David J. (* 1942), US-amerikanischer theoretischer Physiker
- Griffiths, Elly (* 1963), britische Krimischriftstellerin
- Griffiths, Eric (1940–2005), britischer Gitarrist
- Griffiths, Ernest Howard (1851–1932), Physiker
- Griffiths, Gwen (* 1967), südafrikanische Leichtathletin
- Griffiths, Howard (* 1950), britischer Dirigent
- Griffiths, Hugh Griffiths, Baron (1923–2015), britischer Richter und Rechtsanwalt
- Griffiths, James (1890–1975), britischer Politiker (Labour Party), Mitglied des House of Commons, Minister
- Griffiths, James (* 1971), britischer Film- und FernsehregisseurJames Griffiths (* 1971)

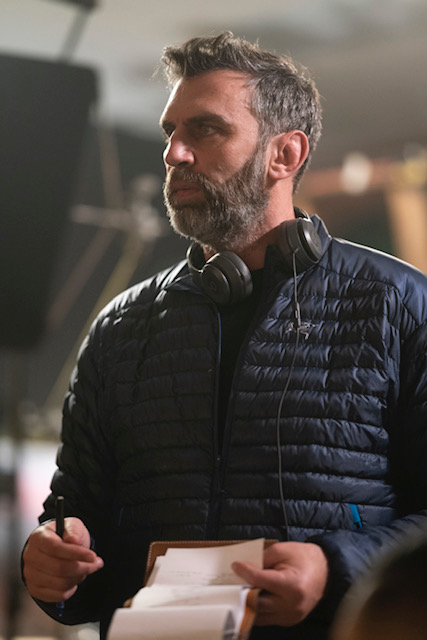
James Griffiths (* 1971)

- Griffiths, James Henry Ambrose (1903–1964), US-amerikanischer Geistlicher, Weihbischof in New York
- Griffiths, Joel (* 1979), australischer Fußballspieler
- Griffiths, Kevin (* 1978), britischer Dirigent
- Griffiths, Leigh (* 1990), schottischer Fußballspieler
- Griffiths, Lesley (* 1960), walisische Politikerin
- Griffiths, Leslie, Baron Griffiths of Burry Port (* 1942), britischer methodistischer Pfarrer und Life Peer
- Griffiths, Lois Wilfred (1899–1981), US-amerikanische Mathematikerin und Hochschullehrerin
- Griffiths, Lucy (1919–1982), britische Schauspielerin
- Griffiths, Lucy (* 1986), britische Schauspielerin
- Griffiths, Malcolm (1941–2021), britischer Jazzmusiker
- Griffiths, Marcia (* 1949), jamaikanische SängerinMarcia Griffiths (* 1949)

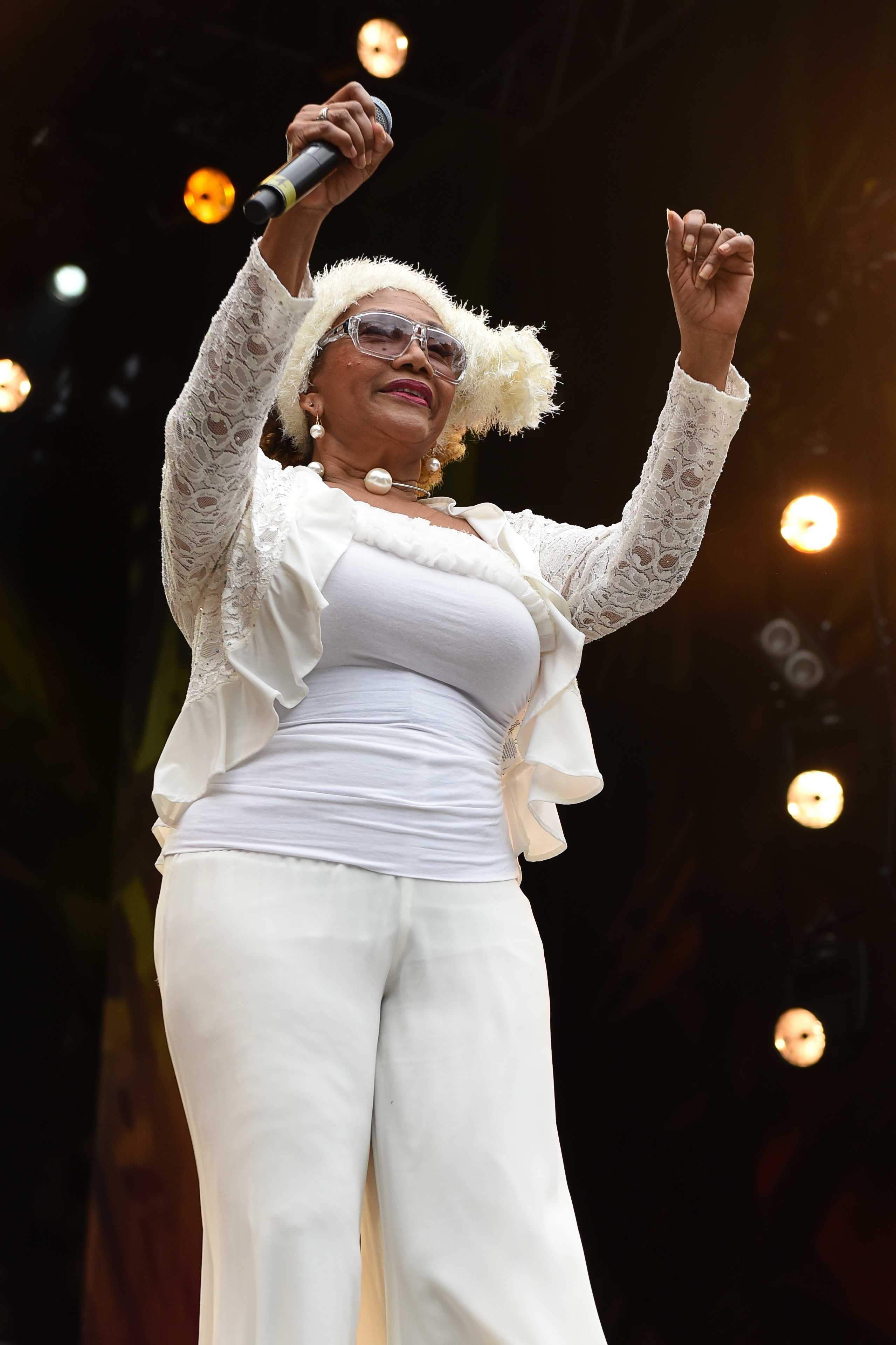
Marcia Griffiths (* 1949)

- Griffiths, Margaret Ann (1947–2009), britische Dichterin
- Griffiths, Martha (1912–2003), US-amerikanische Politikerin
- Griffiths, Martin (* 1951), britischer Diplomat
- Griffiths, Megan (* 1975), US-amerikanische Filmemacherin und Regisseurin
- Griffiths, Mervyn (1909–1974), walisischer Fußballschiedsrichter
- Griffiths, Mildred (1894–1949), US-amerikanische Szenenbildnerin
- Griffiths, Milton (* 1975), jamaikanischer Fußballspieler
- Griffiths, Nigel (* 1955), britischer Politiker
- Griffiths, Owen Lee (* 1957), australisch-stämmiger Malakologe, Unternehmer und Naturschützer auf Mauritius
- Griffiths, Percy W. (1893–1983), US-amerikanischer Politiker
- Griffiths, Philip Jones (1936–2008), britischer Fotojournalist
- Griffiths, Phillip (* 1938), US-amerikanischer Mathematiker
- Griffiths, Rachel (* 1968), australische Schauspielerin
- Griffiths, Rachel Eliza (* 1978), US-amerikanische Schriftstellerin
- Griffiths, Richard (1947–2013), britischer SchauspielerRichard Griffiths (1947–2013)
- Griffiths, Robert (* 1937), US-amerikanischer Physiker
- Griffiths, Robert (* 1952), britischer Gewerkschafter und Politiker
- Griffiths, Ron (* 1946), britischer Rocksänger und -gitarrist
- Griffiths, Rostyn (* 1988), australischer Fußballspieler
- Griffiths, Russell (* 1996), englischer Fußballspieler
- Griffiths, Ryan (* 1981), australischer Fußballspieler
- Griffiths, Sam (* 1972), australischer Vielseitigkeitsreiter
- Griffiths, Susan (* 1959), US-amerikanische Schauspielerin
- Griffiths, Terry (1947–2024), walisischer Snookerspieler
- Griffiths, Thomas (1791–1847), englischer römisch-katholischer Geistlicher
- Griffiths, Trevor (1935–2024), britischer Dramatiker
- Griffiths, William (1922–2010), walisischer Hockeyspieler
- Griffiths-Karger, Marion (* 1958), deutsche Roman- und Kriminalbuchautorin
- Griffiths-Randolph, Jacob Hackenburg (1914–1986), ghanaischer Jurist und Politiker, Sprecher des Parlaments
- Griffitts, Hannah (1727–1817), amerikanisch-britische Dichterin und Quäkerin

#### Griffo
- Griffo, Francesco (1450–1518), italienischer Typograf
- Griffo, Jack (* 1996), US-amerikanischer SchauspielerJack Griffo (* 1996)

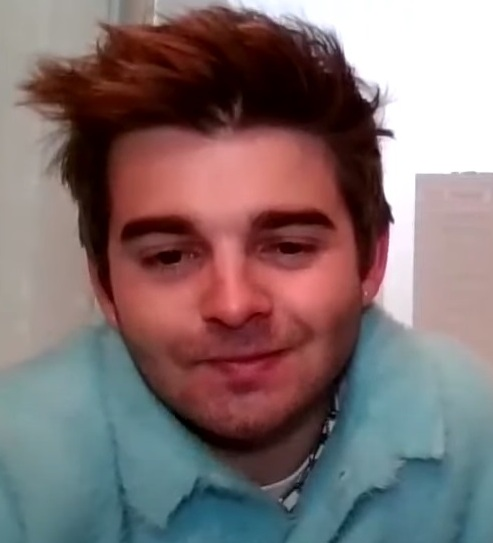
Jack Griffo (* 1996)

- Griffo, Young (1871–1927), australischer Boxer im Federgewicht

#### Griffu
- Griffuelhes, Victor (1874–1922), französischer Gewerkschafter und Syndikalist

### Grifi
- Grifi, Alberto (1938–2007), italienischer Experimental-Filmschaffender

### Grifn
- Grifnée, Marcel (* 1947), belgischer Radrennfahrer

### Grifo
- Grifo († 753), Karolinger, Usurpator
- Grifo, Vincenzo (* 1993), italienischer Fußballspieler

### Grift
- Grift, Evert (1922–2009), niederländischer Radrennfahrer
- Grift, Henk van der (* 1935), niederländischer Eisschnellläufer
- Grifte, Ekkebrecht von, Edelfreier, Amtmann und Burgvogt in Nordhessen